# 南塞巴斯蒂亚诺波利斯
南塞巴斯蒂亚诺波利斯是巴西圣保罗州的一个市镇。总面积168.114平方公里，总人口2568人，人口密度15.3人/平方公里。